# Viareggio Beach Soccer 2010
Questa voce raccoglie le informazioni riguardanti del Viareggio Beach Soccer nelle competizioni ufficiali della stagione 2010.

## Stagione
Debutto del Viareggio nella Coppa Italia giocata a Roma. Viene eliminato nella prima fase. Esordio anche in campionato con il sesto posto finale.

## Maglie e sponsor
Lo sponsor principale per la stagione 2010 è Delta Service.
Lo sponsor tecnico per la stagione 2010 è Mass.
| 1ª divisa | 2ª divisa |

## Organigramma societario
- Presidente: Stefano Santini
- Vicepresidente:
- Direttore generale:
- Direttore tecnico:
- Segretaria:
- Addetto stampa:

## Organico

### Staff tecnico
- 1º Allenatore:  Stefano Santini
- 2º Allenatore:  Massimo Belluomini
- Prep. atletico:  Andrea Ferrari.
- Prep. portieri:  Emiliano Diridoni
- Direttore Sportivo:  Giansimone Leonildi

## Palmares Personali
- Gabriele Gori, Capocannoniere Serie A 2010 e Coppa Italia 2010.